# Barrio Parada 14
Barrio Parada 14 es un barrio ubicado en el municipio de Tafí Viejo, Departamento Tafí Viejo, Provincia de Tucumán, Argentina. Se encuentra ubicado al oeste de la diagonal Leccese de acceso a Tafí Viejo, entre el barrio UTA II y Lomas de Tafí. Se encuentra lindero con el complejo Lomas del Tafí y es servido entre otra por la línea de colectivos 131.

## Población
Cuenta con 294 habitantes (Indec, 2010), lo que representa un incremento del 10% frente a los 268 habitantes (Indec, 2001) del censo anterior.